# Zidovudina
Zidovudina, Azidotimidina o AZT fue el primer medicamento antirretroviral (ARV), aprobado en 1987 como un medicamento indicado para personas con infección por VIH por su efecto en la supresión de la replicación viral, aunque no representa una cura y no garantiza la disminución de la cantidad de enfermedades relacionadas con la infección por el virus. La zidovudina reduce la transmisión del VIH a otras personas. Es comercializado bajo el nombre de Retrovir y Retrovis, y es un ingrediente en el Combivir, Epzicom y Trizivir. Es un análogo de la timidina.

## Historia
Jerome Horwitz, del Instituto del Cáncer Barbara Ann Karmanos y de la Escuela de Medicina Wayne State, fue el primero en sintetizar zidovudina en 1964, bajo una subvención del Instituto Nacional de Salud de Estados Unidos. La zidovudina fue originalmente ideada para tratar el cáncer, pero fue archivada al demostrarse ser ineficaz y por ser altamente tóxica y mortal. El producto fue patentado, y adquirido por Burroughs Wellcome (hoy GlaxoSmithKline), perdiendo su patente al cabo de los 17 años habituales en EE.UU en aquella época.
En febrero de 1985, Samuel Broder, Hiroaki Mitsuya y Robert Yarchoan, tres científicos del National Cancer Institute (NCI), colaboraron con Janet Rideout y otros varios científicos en Burroughs Wellcome , comenzaron a trabajar en este, como un fármaco contra el SIDA. Después de mostrar que este fármaco era un agente efectivo contra VIH in vitro, se llevaron a cabo ensayos clínicos iniciales que dieron evidencia de que podría incrementar el conteo de células CD4 en pacientes con sida.
Un ensayo aleatorio controlado de la zidovudina con placebo fue posteriormente llevado a cabo por Burroughs-Wellcome, en el que se demuestra que el fármaco podría prolongar la vida de los pacientes con la enfermedad. Burroughs-Wellcome presentó una nueva patente sobre la zidovudina en 1985. La Food and Drug Administration (FDA) aprobó el fármaco (a través del entonces nuevo sistema de aprobación acelerado de la FDA) para su uso contra el VIH y el complejo relacionado con el SIDA (ARC, ahora término médico extinto para la enfermedad pre-sida) el 20 de marzo de 1987 y luego como tratamiento preventivo en 1990.
En un principio se había administrado en dosis mucho más altas que hoy, por lo general, 400 mg cada cuatro horas (incluso por la noche). Sin embargo, la falta en ese momento de alternativas para tratar el sida afectó la relación riesgo/beneficio, la toxicidad de la infección por el VIH debería superar los riesgos de toxicidad del fármaco. Uno de los efectos secundarios es la anemia, una dolencia común en los primeros ensayos.
Modernos regímenes de tratamiento suelen utilizar dosis más bajas (por ejemplo, 300 mg) dos veces al día. A partir de 1996, la zidovudina, al igual que algunos otros medicamentos antirretrovirales, es casi siempre utilizado como parte de la terapia antirretroviral de gran actividad (TARGA). Es decir, se combina con otros fármacos con el fin de evitar la mutación del VIH resistente al AZT, una especie de aplicación de la Hipótesis Goldie–Coldman.
La estructura cristalina de la zidovudina fue publicada por Alan Howie (Aberdeen University) en 1988. En el estado sólido la zidovudina forma una red de enlace de hidrógeno.

## Mecanismo de acción
La zidovudina es un Inhibidor de la enzima transcriptasa inversa del tipo análogo de nucleósidos y es considerado como el eje básico de la terapia antirretroviral. Las dosis recomendadas están disponibles para niños mayores de 6 semanas de edad.
Su diana farmacológica es la enzima ADN polimerasa viral trancriptasa inversa (HIV-RT) del VIH, y es reversible gracias a fuerzas intermoleculares (fuerzas de Van der Walls/stacking, EH, EI, etc) ya que puede ser desplazado del centro activo por un aumento de concentración del sustrato natural (nucleósido de timidina).
Este fármaco es un antimetabolito de ADN viral ya que afecta al funcionamiento de los ácidos nucleicos. Es inhibidor de la polimerasa de DNA de la enzima transcriptasa inversa (reversa) o HIV-RT del VIH, exclusivo de células virales, por lo que no afecta a células humanas (selectividad), terminando así la cadena de síntesis de ADN a partir de ARN vírico.
La zidovudina es un análogo (modificado en el azúcar y misma base nitrogenada) al sustrato natural (nucleósido de timidina) por lo que es competitivo con el centro activo y reacciona igual en las primeras fases de la ruta metabólica (sustrato de reacción), pero el cambio de un nucleófilo en 3'(-OH), por un electrófilo -N3 (azida) impide la prolongación de la cadena de ADN, provocando la muerte celular. Al dejar un electrófilo libre como el grupo azida -N3 con cargas positivas y negativas eleva la posibilidad de efectos secundarios o reacciones adversas en el cuerpo humano, dado que va a reaccionar con nucleófilos que no le corresponden. Para evitar esto, se desarrolló posteriormente la lamivudina, fármaco optimizado donde se elimina el electrofilo(-N3) de 3' del azúcar y se sustituye un Carbono en la posición 3 por un grupo azufre, disminuyendo así los efectos secundarios con una afinidad similar por la diana farmacológica.

## Dosis
El tratamiento se debe iniciar en cuanto se sepa el diagnóstico, independiente del conteo de CD4.
Si se toma zidovudina con otros ARV, la carga viral baja a niveles indetectables siempre y cuando el paciente sea adherente a la medicación,  su conteo de células CD4 aumenta con el uso de esta medicación. Esto significa que una persona podrá mantenerse saludable siempre que su conteo de CD4 este por encima de 200 células/ ml de sangre. 
Zidovudina fue el primer medicamento ARV que se aprobó y en consecuencia ha sido estudiado más que otros. Los medicamentos más nuevos han sido estudiados menos en comparación con zidovudina.
El "tratamiento temprano" (desde el principio) con Zidovudina ha sido estudiado en personas sin síntomas de enfermedad por VIH. Este estudio no demostró beneficio alguno con la toma de zidovudina. Pero zidovudina se usa como parte de una combinación de tratamientos en personas que han estado expuestas al VIH en su lugar de trabajo (pinchazo con una aguja o contacto con fluidos corporales).

## Uso en embarazo
La zidovudina reduce la transmisión del VIH de la madre al bebé. Se receta zidovudina a las madres VIH positivas a partir del cuarto mes de embarazo hasta que el bebé nace y luego al recién nacido por 6 semanas.

## Efectos adversos
La zidovudina puede causar efectos adversos graves como daños en el hígado, toxicidad en la sangre y desórdenes musculares, además de otros efectos leves como náusea, dolor de cabeza, cambios en la grasa corporal y decoloración de los dedos de las manos y pies. Otros efectos adversos más severos incluyen anemia, supresión de la médula ósea, los cuales pueden ser superados usando tratamientos con eritropoyetina o la darbepoetina. Estos efectos indeseados podrían ser causados por la sensibilidad de la γ-ADN polimerasa en la mitocondria de la célula. La zidovudina funciona sinérgicamente con muchos agentes anti-VIH; sin embargo, el aciclovir y la ribavirina disminuyen los efectos de la zidovudina. Fármacos que inhiben la glucoronidación hepática, tales como indometacina, el ácido acetilsalicílico y la trimetoprima, disminuyen el índice de eliminación e incrementan la toxicidad.